# Buławka pałeczkowata

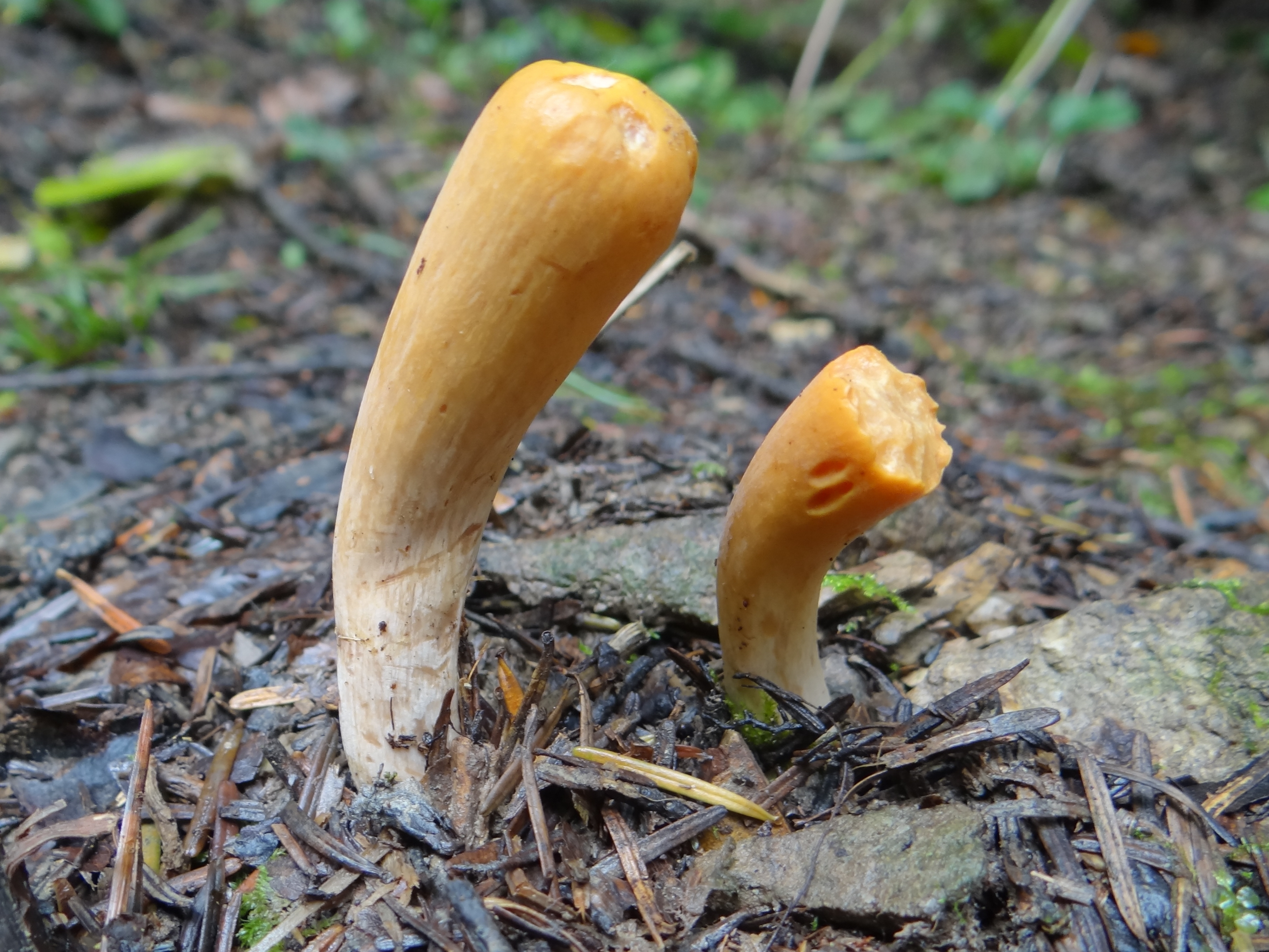

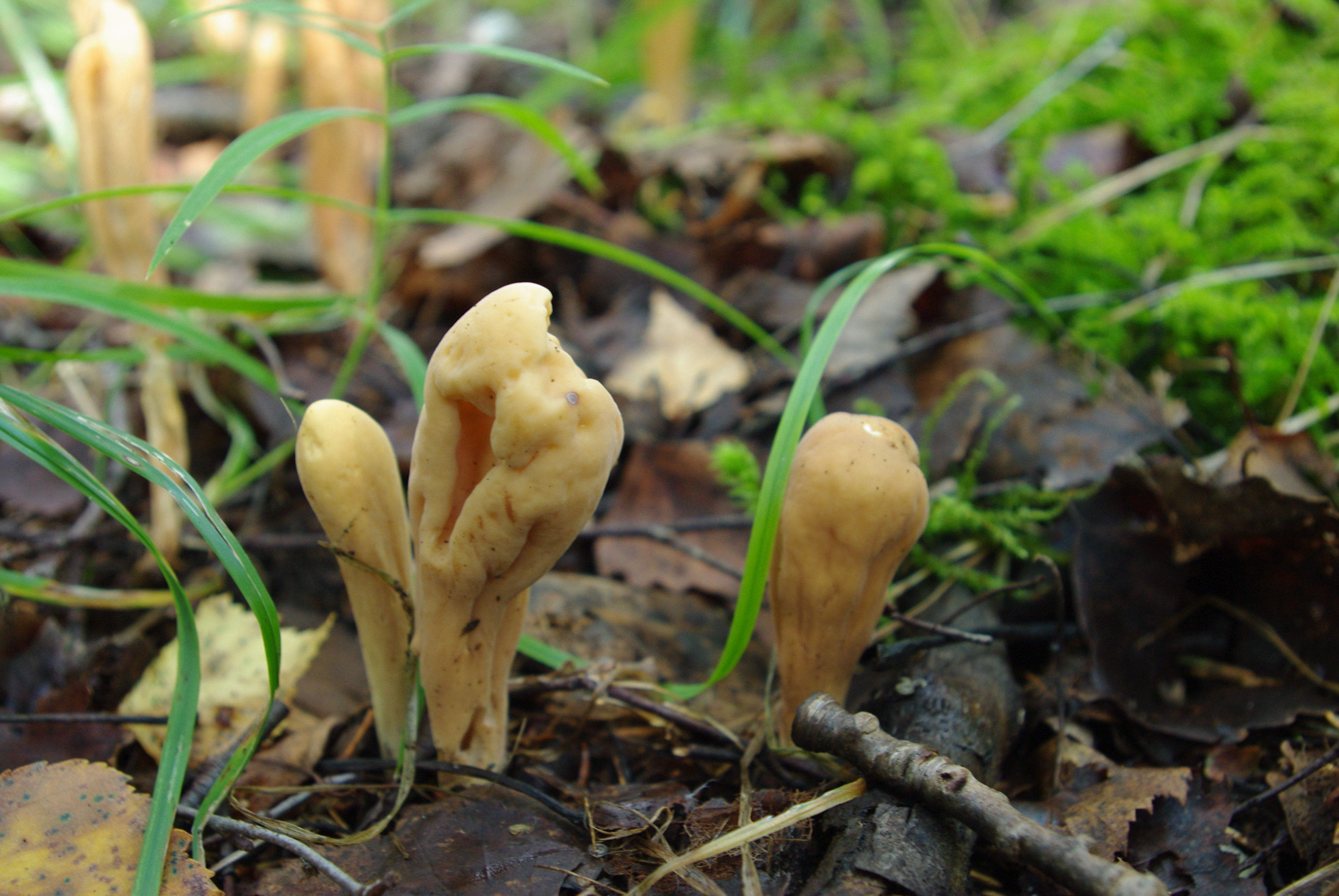

Buławka pałeczkowata (Clavariadelphus pistillaris (L.) Donk) – gatunek grzybów należący do rodziny buławkowatych (Clavariadelphaceae).

## Systematyka i nazewnictwo
Pozycja w klasyfikacji według Index Fungorum: Clavariadelphus, Clavariadelphaceae, Gomphales, Phallomycetidae, Agaricomycetes, Agaricomycotina, Basidiomycota, Fungi.
Po raz pierwszy takson ten zdiagnozował w roku 1753 Karol Linneusz nadając mu nazwę Clavaria pistillaris. Obecną, uznaną przez Index Fungorum nazwę nadał mu w roku 1933 Marinus Anton Donk, przenosząc go do rodzaju Clavariadelphus.
Niektóre synonimy naukowe:
- Clavaria herculeana Lightf. 1777
- Clavaria pulvinata Pers. 1797[2].

Nazwę polską podali Barbara Gumińska i Władysław Wojewoda w 1983 r. W polskim piśmiennictwie mykologicznym gatunek ten opisywany był też jako goździeniec pałkowaty, goździeniec pałka, buławnik pałeczkowaty.

## Morfologia
Owocnik
Wysokość 7–20 cm, grubość 2–7 cm, kształt młodych okazów walcowaty, starszych pałeczkowaty lub maczugowaty. Wierzchołek tępo zaokrąglony. Powierzchnia gładka, później wzdłużnie pomarszczona. U młodych okazów ma barwę cytrynowożółtą, jasnożółtej, z wiekiem ciemnieje do ochrowordzawej i ochrowobrunatnej. Czasami posiada purpurowofioletowy odcień. Przy dotknięciu przebarwia się na kolor brunatny lub winnobrunatny. Podstawa zwężona z jaśniejszą nasadą.
Hymenofor
Pokrywa cała zewnętrzną powierzchnię owocnika.
Miąższ
U młodych owocników sprężysty i spoisty, u starszych miękki. Barwa biaława, na przekroju zmienia się na brązowopurpurową. Ma słaby zapach i gorzkawy smak.
Wysyp zarodników
Biały. Zarodniki elipsoidalne, bezbarwne, z żółtawymi kroplami, o średnicy 10–13(16) × 5–7(10) µm. Podstawki czasem 2-zarodnikowe.
Gatunki podobne
Buławka obcięta (Clavariadelphus truncatus), rosnąca w lasach iglastych, której owocnik na szczycie jest spłaszczony lub wklęsły i buławka spłaszczona (Clavariadelphus ligula), która ma mniejsze owocniki i rośnie gromadnie w lasach świerkowych. Podobna jest również buławka rurkowata (Typhula fistulosa). Odróżnia się dłuższymi i bardziej smukłymi owocnikami (osiągają wysokość do 30 cm i średnicę do 0,8 cm) oraz siedliskiem – rozwija się głównie na drewnie olszy i brzozy.

## Występowanie i siedlisko
Występuje w Europie, Ameryce Północnej i Azji. W Europie jest szeroko rozprzestrzeniony, w Polsce również. Podano tu ponad 50 jego stanowisk. W latach 1995–2004 był objęty ochroną częściową, w latach 2004–2014 – ochroną ścisłą, a od 2014 roku znów ochroną częściową. Znajduje się na Czerwonej liście roślin i grzybów Polski. Ma status V – narażony na wyginięcie. Znajduje się na listach gatunków zagrożonych także w Belgii, Czechach, Litwie, Holandii.
Naziemny grzyb mykoryzowy tworzący symbiozę z drzewami liściastymi, głównie z bukiem. Owocniki wytwarza od sierpnia do listopada, najczęściej na glebach wapiennych w lasach liściastych, głównie bukowych, pojedynczo lub w grupach po kilkanaście; miejscami dość częsty. Grzyb niejadalny z powodu gorzkiego smaku.